# Idioma románico
El idioma romániço (que no se debe confundir con lengua romance, con románico ni con retorrománico) es un proyecto de lengua auxiliar internacional creado en 1991 y muy influenciado por esperanto, ido e interlingua. Las diferencias principales entre romániço y esos idiomas son:
- Tiene un léxico que se basa rigurosamente en el latín vulgar.
- Tiene una gramática más simple — es decir que nunca declina los sustantivos.
- Tiene un artículo definido especial (il) para referir a la clase entera de un sustantivo: servar la hómino «servir al humano»; servar il hómino «servir a la humanidad».
- Tiene un pronombre epiceno para referir solamente a seres humanos.
- Tiene un sistema de verbos que puede rendirse sintéticamente y analíticamente.

## Fonología
Romániço ofrece los mismos sonidos vocales y consonantes que el español. Generalmente, todas las palabras acentúan la penúltima sílaba, excepto los infinitivos, que acentúan la última. No obstante, muchas palabras se acentúan en la antepenúltima sílaba (por ejemplo áquilo «águila»), y se distinguen por acentos ortográficos.

### Alfabeto y pronunciación
La mayoría de las vocales y de las consonantes suenan como sus equivalentes de Alfabeto Fonético Internacional, excepto:
- c /ts/
- ĝ /dʒ/
- j /ʒ/
- q /k/ (aparece solamente antes de u)
- x /ks/ (el mismo sonido en todas las posiciones)
- y /j/ (siempre una consonante)

Romániço tiene tres bigramas estándares:
- ch /tʃ/
- kh /x/ (utilizado raramente)
- sh /ʃ/

Y los diptongos siguientes:
- ia /ja/
- ie /je/
- ii /ji/
- io /jo/
- iu /ju/
- ua /wa/
- ue /we/
- ui /wi/
- uo /wo/
- uu /wu/
- au /aw/
- eu /ew/

## Gramática
Como el Esperanto y el Ido, el romániço es una lengua aglutinante, es decir que su vocabulario está construido de radicales invariables a los que se les agregan afijos u otras radicales. Algunos de los afijos más comunes son:

### Afijos
| -o    | sustantivo: parlo «un discurso»; reĝo «un rey»; belo «una belleza»                                           |
| -a    | adjetivo: marcas cuál es idéntico con la radical — parla «de hablado», «verbal»; reĝa «real»; bela «hermoso» |
| -e    | adverbio: parle «por discurso»; reĝe «realmente», «como rey»; bele «hermosamente»                            |
| -s    | plural: parlos «discursos»; reĝos «reyes»; belos «bellezas»                                                  |
|       | |
| -ar   | verbo, infinitivo: parlar «hablar»; reĝesar «ser un rey»; belesar «ser hermoso»                              |
| -an   | verbo, presente: mi parlan «hablo»                                                                           |
| -in   | verbo, pretérito: mi parlin «hablé»                                                                          |
| -un   | verbo, futuro: mi parlun «hablaré»                                                                           |
| -es   | verbo, imperativo: ili parles! «¡que él hable!»                                                              |
| -eban | verbo, condicional: mi parleban «yo hablaría»                                                                |
|       | |
| -ant- | presente activo: parlanta «hablando»; parlanto «persona o cosa que habla»                                    |
| -at-  | presente pasivo: parlata «estando hablado»; parlato «cosa que está hablado»                                  |
| -int- | pretérito activo: parlinta «habiendo hablado»; parlinto «persona o cosa que ha hablado»                      |
| -it-  | pretérito pasivo: parlita «habiendo estado hablado»; parlito «cosa que estuvo hablado»                       |
| -unt- | futuro activo: parlunta «estando a punto de hablar»; parlunto «persona o cosa a punto de hablar»             |
| -ut-  | futuro pasivo: parluta «estando a punto de estar hablado»; parluto «cosa que está a punto de estar hablado»  |

Hay también un sufijo verbal -en que se usa (con las partículas has, van, volde, y fay) para expresar cualquier tiempo o modo: mi parlen «hablo»; mi here parlen «hablé ayer»; mi has parlen «hablé»; mi van parlen «hablaré»; mi volde parlen «yo hablaría»; fay parlen! «¡hable!».

### Pronombres
Los pronombres básicos en Romániço son mi «yo», ti «tú», vi «Ud.», ili «él», eli «ella», oli «ello», nos «nosotros», vos «vosotros», los «ellos/ellas», oni «uno», si «se». Los posesivos están construidos por medio de agregar -a, por ejemplo mia «mio».
El romániço es el único entre las lenguas construidas en que ofrece un pronombre epiceno —hi— que se utiliza para referir solamente a seres humanos: Esque la postalisto has konsignen la pako? Sik, hi has konsignen oli ye equista matino. «¿El cartero/a entregó el paquete? Sí, lo entregó esta mañana.»
Para los que lo desean, las formas plurales ilos, elos, olos, y hos están disponibles.

### Orden de palabras
El orden normal de palabras en romániço es sujeto-verbo-complemento, como en Louis has kolpen Ludwik «Louis golpeó a Ludwik». Si uno invierte el orden de palabras, uno también invierte el sujeto y el complemento. (Ludwik has kolpen Louis «Ludwik golpeó a Louis»), a menos que uno utilice la preposición je para marcar el complemento. (Je Ludwik has kolpen Louis «Louis golpeó a Ludwik») o utilice una palabra interrogativa para representar el sujeto (Qua has kolpen Ludwik? «¿Quién golpeó a Ludwik?») o complemento (Qua Louis has kolpen? «¿A quién golpeó Louis?»).

## Muestras
| Saluto! | ¡Hola! |
| Esque vi poten parlar Romániço? | ¿Habla Ud. Romániço? |
| Quante kosten equistos? | ¿Cuánto cuestan éstos? |
| Volde placen ad mi komprar equista. | Quisiera comprar éste. |
| Graticio! | ¡Gracias! |
| Quo? Mi jam has pagen por equista! | ¿Qué? ¡Ya pagué esto! |
| Vi has ne donen ad mi quitifatesto. | Ud. no me dio un recibo. |
| Se vi van ne liberifen mi, mia paeso van invasen via paeso! | ¡Si Ud. no me suelta, mi país invadirá su país! |
| | |
| D-ro Zaslavskiy, aut: Quale mi has aprensen cesar destranquilesar et amar Rusenso La Rusana linguaĝo es diventinta universala linguaĝo ... La serio di linguaĝos kursen tra la épokos. Latinenso has es la linguaĝo di la mundo antiqua, Francenso di la mundo feudana, Anglenso di kapitalismo. Rusenso es la universala linguaĝo di socialismo. Francenso es la linguaĝo ornamentizita di kortanos et Anglenso la jargono di komerciistos. Los has es la linguaĝos di la klasos gubernanta et di snoba intelektosos. La Anglana linguaĝo has korupten pópulos en extranĝera paesos. Rusenso es la unésima universala linguaĝo di internacionezismo. Nula poten nominiĝar si erudito se hi ne sapen Rusenso. Selektaĝo de "La magna linguaĝo di nosa époko" da David Zaslavskiy Literaturana jurnalo, Moskvá, n-ro 1, 1 Januario 1949 | Dr. Zaslavsky, o: Cómo aprendí a dejar de preocuparme y amar ruso La lengua rusa se ha hecho una lengua universal ... La sucesión de idiomas corre por todas las eras. El latín era la lengua del mundo antiguo, el francés del mundo feudal, el inglés del capitalismo. El ruso es la lengua universal del socialismo. El francés es la lengua chic de los cortesanos y el inglés la jerga de los comerciantes. Eran lenguas de clases dirigentes e intelectuales esnobistas. La lengua inglesa corrompió gente en tierras extranjeras. El ruso es la primera lengua universal del internacionalismo. Nadie pueden llamarse erudito si no sabe ruso. Selección de «La gran lengua de nuestra era» por David Zaslavsky Literaturnaja gazeta, Moscú, no. 1, 1 de enero de 1949 |